# علوم اعصاب اجتماعی
علوم اعصاب اجتماعی یک رشته ترکیبی است که به درک رابطه بین تجربیات اجتماعی و دستگاه زیستی اختصاص دارد انسان‌ها اساساً یک گونه اجتماعی هستند، نه فردگرا. به همین ترتیب، هومو ساپینس سازمان‌های ظهوری فراتر از فرد ایجاد می‌کند - ساختارهایی از جفت‌ها، خانواده‌ها و گروه‌ها گرفته تا شهرها، تمدن‌ها و فرهنگ‌ها. در این راستا، مطالعات نشان می‌دهد که تأثیرات مختلف اجتماعی از جمله حوادث زندگی، فقر، بیکاری و تنهایی می‌تواند نشانگرهای زیستی مرتبط با سلامتی را تحت تأثیر قرار دهد. اصطلاح «علوم اعصاب اجتماعی» را می‌توان در نشریه‌ای تحت عنوان «بولتن علوم اعصاب اجتماعی» جستجو کرد که بین سال‌های ۱۹۸۸ و ۱۹۹۴ به صورت فصلی منتشر شده‌است. متعاقباً این اصطلاح در مقاله‌ای توسط جان کاچیوپو و گری برنتسن که در روان‌شناس آمریکایی در سال ۱۹۹۲ منتشر شد، رواج یافت. کاچیوپو و برنتسون به عنوان پدران قانونی علوم اعصاب اجتماعی در نظر گرفته می‌شوند. علوم اعصاب اجتماعی که هنوز یک حوزه جوان است، ارتباط نزدیکی با علوم اعصاب عاطفی و علوم اعصاب شناختی دارد و بر چگونگی واسطه مغز در تعاملات اجتماعی تأکید دارد، پایه‌های بیولوژیکی شناخت اجتماعی در علوم اعصاب شناختی اجتماعی بررسی می‌شود.

## دیدگاه کلی
علوم اعصاب سنتی سال‌هاست که سیستم عصبی را به عنوان موجودی منفرد در نظر گرفته و تأثیرات محیط اجتماعی را که انسان و بسیاری از گونه‌های جانوری در آن زندگی می‌کنند، نادیده می‌گیرد. در واقع، ما اکنون تأثیر قابل توجه ساختارهای اجتماعی را بر کارکرد مغز و بدن تشخیص داده‌ایم. این عوامل اجتماعی از طریق تعامل مداوم عوامل عصبی، اعصاب و غدد درون‌ریز، متابولیک و ایمنی بر روی مغز و بدن بر روی فرد کار می‌کنند، که در آنها مغز ارگان تنظیم‌کننده مرکزی است و همچنین هدف انعطاف‌پذیر این عوامل است. علوم اعصاب اجتماعی سازوکار زیست‌ی زیربنای فرایندها و رفتارهای اجتماعی را بررسی می‌کند، که به‌طور گسترده‌ای یکی از مهم‌ترین زمینه‌های علوم اعصاب در قرن ۲۱ محسوب می‌شود و مفاهیم و روش‌های زیست‌شناسی را برای توسعه نظریه‌های فرایندها و رفتارهای اجتماعی در علوم اجتماعی و رفتاری به کار می‌برد. علوم اعصاب اجتماعی از مفاهیم و روش‌های زیستی برای اطلاع‌رسانی و پالایش نظریه‌های رفتار اجتماعی بهره می‌برد و از ساختارها و داده‌های اجتماعی و رفتاری برای پیشبرد نظریه‌های سازمان و عملکرد عصبی استفاده می‌کند. در بیشتر قرن بیستم، توضیحات اجتماعی و زیستی به‌طور گسترده‌ای ناسازگار تلقی می‌شد. اما پیشرفت‌های سال‌های اخیر منجر به توسعهٔ رویکرد جدیدی شده‌است که از علوم اجتماعی و زیست شناختی ساخته شده‌است. حوزهٔ جدید علوم اعصاب اجتماعی بر ارتباط مکمل بین سطوح مختلف سازمان، دامنه‌های اجتماعی و زیست شناختی (به عنوان مثال، مولکولی، سلولی، سیستم، شخص، رابطه ای، جمعی، اجتماعی) و استفاده از تجزیه و تحلیل‌های چند سطح برای تقویت تأکید دارد تا سازوکارهای اساسی ذهن و رفتار انسان درک شوند

## مواد و روش‌ها
یک سری روش برای  بررسی تلاقی روندهای عصبی (neural) و اجتماعی در علوم اعصاب اجتماعی استفاده می‌شود. این روش‌ها از روش‌های رفتاری ایجادشده در روان‌شناسی اجتماعی، روان‌شناسی شناختی و روان‌شناسی عصب حاصل می‌شود و با انواع تکنیک‌های عصبی شناختی از جمله تصویربرداری تشدید مغناطیسی عملکردی، مغناطیسی سفالوگرافی، توموگرافی انتشار پوزیترون، الکترومیوگرافی صورت، تحریک مغناطیسی از راه جمجمه، الکتروانسفالوگرافی، پتانسیل‌های مربوط به رویداد، الکتروکاردیوگرام، الکترومیوگرام، غدد درون‌ریز ایمنی‌شناسی، پاسخ پوست گالوانیک، ضبط تک سلولی و مطالعات بیماران ضایعه کانونی مغز. در سال‌های اخیر، این روش‌ها با تکنیک‌های واقعیت مجازی و اقدامات هورمونی تکمیل شده‌است. مدل‌های جانوری نیز برای بررسی نقش قلبی ساختارهای خاص مغز، مدارها یا فرایندها (به عنوان مثال، سیستم پاداش و اعتیاد به مواد مخدر مهم هستند. علاوه بر این، فراتحلیل‌های کمی برای فراتر رفتن از ویژگی‌های منحصر به فرد مطالعات فردی مهم هستند و تحقیقات رشد عصبی می‌تواند به درک ما از انجمن‌های رفتاری مغز کمک کند. [۱۴ [۱۵] دو روش محبوب از روش‌های مورد استفاده در علوم اعصاب اجتماعی fMRI و EEG هستند. fMRI بسیار مقرون به صرفه و با وضوح مکانی بالا است. با این حال، وضوح زمانی کمی دارند و بنابراین بهترین راه برای کشف مسیرهایی در مغز است که در طول آزمایش‌های اجتماعی مورد استفاده قرار می‌گیرند. وضوح زمانی fMRI کم است زیرا سطح خون اکسیژن‌دار را که در بخش‌های مغز فعال شده و به اکسیژن بیشتری نیاز دارند، می‌خوانند؛ بنابراین، خون برای رسیدن به بخشی از مغز در حال فعال شدن زمان می‌برد و برعکس توانایی کمتری در آزمایش زمان دقیق فعال‌سازی هنگام آزمایش‌های اجتماعی فراهم می‌کند. EEG بهتر است زمانی استفاده شود که یک پژوهشگر در تلاش برای تهیه نقشه مغز از یک منطقه خاص باشد که با یک ساختار اجتماعی در حال مطالعه ارتباط دارد. EEGها وضوح زمانی بالا اما تفکیک مکانی کم را ارائه می‌دهند. در این موارد، زمان فعال‌سازی بسیار دقیق است اما تعیین دقیق نقاط مغز دشوار است، پژوهشگران باید مکان‌ها و مناطق را محدود کنند اما همچنین «سروصدا» ی زیادی ایجاد می‌کنند.
یک شام برای بحث در مورد چالش‌ها و فرصت‌ها در زمینه بین رشته‌ای علوم اعصاب اجتماعی در نشست انجمن علوم اعصاب (شیکاگو، نوامبر ۲۰۰۹) سبب پدیدار شدن یک سری جلسات به رهبری جان کاسیوپو و ژان دتی با متخصصان علوم اعصاب، روان‌شناسان، مغز و اعصاب، روانپزشکان و روانپزشکان شد. متخصصان مغز و اعصاب در آرژانتین، استرالیا، شیلی، چین، کلمبیا، هنگ کنگ، اسرائیل، ژاپن، هلند، نیوزیلند، سنگاپور، کره جنوبی، تایوان، انگلستان و ایالات متحده شد. علوم اعصاب اجتماعی به‌طور گسترده‌ای به عنوان مطالعه میان رشته‌ای مکانیسم‌های عصبی، هورمونی، سلولی و ژنتیکی زیربنای ساختارهای ظهور دهنده تعریف گونه‌های اجتماعی تعریف شد؛ بنابراین، در میان شرکت‌کنندگان در این جلسات دانشمندانی بودند که از روش‌های بسیار متنوعی در مطالعات جانوری و همچنین انسانی و بیماران و همچنین شرکت‌کنندگان عادی استفاده می‌کردند. این اجماع همچنین به وجود آمد که جامعه‌ای برای علوم اعصاب اجتماعی ایجاد شود تا به دانشمندان از رشته‌ها و دیدگاه‌های مختلف فرصت ملاقات، برقراری ارتباط و بهره‌مندی از کار یکدیگر را بدهد. جامعه بین‌المللی و بین رشته‌ای علوم اعصاب اجتماعی در پایان این مشاوره‌ها در اوکلند، نیوزیلند در ۲۰ ژانویه ۲۰۱۰ راه‌اندازی شد و جلسه افتتاحیه انجمن در ۱۲ نوامبر ۲۰۱۰، روز پیش از جلسه ۲۰۱۰ انجمن علوم اعصاب (سان دیگو، کالیفرنیا) برگزار شد.

## برای مطالعهٔ بیشتر
- Brune, M. ، Ribbert, H. ، & Schiefenhovel, W. (2003). مغز اجتماعی: تکامل و آسیب‌شناسی. هوبوکن، نیوجرسی: ویلی و پسران گیم
- Cacioppo J.T. (2002). "Social neuroscience: Understanding the pieces fosters understanding the whole and vice versa". American Psychologist. 57 (11): 819–831. doi:10.1037/0003-066x.57.11.819. PMID 12564179.
- Cacioppo J. T.; Berntson G. G. (1992). "Social psychological contributions to the decade of the brain: Doctrine of multilevel analysis". American Psychologist. 47 (8): 1019–1028. doi:10.1037/0003-066x.47.8.1019. PMID 1510329.
- Cacioppo J.T.; Berntson G.G.; Sheridan J.F.; McClintock M.K. (2000). "Multilevel integrative analyses of human behavior: social neuroscience and the complementing nature of social and biological approaches". Psychological Bulletin. 126 (6): 829–843. doi:10.1037/0033-2909.126.6.829. PMID 11107878.
- 978-1-84169-099-5.
- 978-0-262-03335-0
- کوزولینو، ل. (۲۰۰۶). علوم اعصاب روابط انسانی: دلبستگی و مغز اجتماعی در حال رشد. WW Norton & Company.
- de Haan, M. ، & Gunnar, MR (2009). کتاب راهنمای علوم اعصاب اجتماعی رشد. مطبوعات گیلفورد.
- Decety , J. ، و Cacioppo , JT (2011). کتاب راهنمای علوم اعصاب اجتماعی. نیویورک: انتشارات دانشگاه آکسفورد.
- Decety , J. ، و Ickes , W. (2009). علوم اعصاب اجتماعی همدلی. کمبریج: مطبوعات MIT.
- امری، نیویورک (۲۰۰۷). علوم اعصاب شناختی رفتار اجتماعی. تیلور و فرانسیس
- 978-1-59385-404-1.
- ون لانژ، PAM (2006). روان‌شناسی اجتماعی پل زدن: مزایای رویکردهای فرا رشته‌ای. مهوا، نیوجرسی: همکاران لارنس ارلباوم.
- 978-184872-005-3
- Wolpert, D. & Frith, C. (2004). علوم اعصاب تعاملات اجتماعی: رمزگشایی، تأثیرگذاری و تقلید از اقدامات دیگران. آکسفورد: انتشارات دانشگاه آکسفورد.